# Trò chơi năm 2002
Trang này liệt kê các board game, trò chơi thẻ bài, wargame, trò chơi mô hình thu nhỏ, và trò chơi nhập vai tabletop xuất bản năm 2002.  Đối với trò chơi điện tử, xem 2002 Trò chơi điện tử năm.

## Trò chơi phát hành hoặc phát minh năm 2002
- 1313 Dead End Drive
- 30 Seconds
- A Game of Thrones collectible card game
- Age of Steam
- Apples to Apples - Expansion Set #4
- Apples to Apples Junior
- Arimaa
- BattleDragons (trò chơi nhập vai)
- Brain Chain
- The Burning Wheel (trò chơi nhập vai)
- Car Wars (5th Edition)
- Carcassonne - Hunters and Gatherers
- Carcassonne - Inns and Cathedrals
- Cartoon Action Hour (trò chơi nhập vai)
- Chez Greek
- Children of the Sun (trò chơi nhập vai)
- Clans
- d20 Modern (trò chơi nhập vai)
- Deadlands: Lost Colony
- Demon: The Fallen (trò chơi nhập vai)
- Diceland (tile game)
- Diceland - Deep White Sea
- Donjon (trò chơi nhập vai)
- DragonStrike
- Dread: The First Book of Pandemonium
- Dungeons & Dragons: The Fantasy Adventure Board Game
- Dust Devils (trò chơi nhập vai)
- Engel (trò chơi nhập vai)
- EverQuest Role-Playing Game
- Fairy Meat - Wicked Things
- Farscape Roleplaying Game
- Fightball
- Fire and Ice
- Flames of War (phiên bản đầu tiên)
- Frag Fire Zone
- Frag PVP
- Freeloader
- The Game of Life Card Game
- A Game of Thrones
- Give Me the Brain (full color "Special Edition")
- Godlike (trò chơi nhập vai)
- Goth: The Game of Horror Trivia
- Great War at Sea: Great White Fleet
- Great War at Sea: U.S. Navy Plan Red
- Hammer of the Scots
- HeroClix
- I Ain't Been Shot, Mum!
- InSpectres (trò chơi nhập vai)
- Jadeclaw (trò chơi nhập vai)
- The Judge Dredd Role-playing Game
- Killer Bunnies and the Quest for the Magic Carrot
- Lord of the Rings Roleplaying Game
- Lord of the Rings - Sauron
- MechWarrior: Dark Age
- Mexica
- Munchkin 2: Unnatural Axe
- Mutants & Masterminds (trò chơi nhập vai)
- Nanofictionary
- NBA Showdown
- Night Wizard! (trò chơi nhập vai)
- Paladin (trò chơi nhập vai)
- Panzer Grenadier: Afrika Korps - The Desert War
- Panzer Grenadier: Arctic Front
- Panzer Grenadier: Battle of the Bulge
- Pirate's Cove
- Puerto Rico
- The Riddle of Steel (trò chơi nhập vai)
- RollerCoaster Tycoon
- Rome at War II: Fading Legions
- Save Doctor Lucky on Moon Base Copernicus
- The Settlers of Canaan
- The Settlers of the Stone Age
- Silver Age Sentinels (trò chơi nhập vai)
- Sorcerer (trò chơi nhập vai)
- Spaceship Zero (trò chơi nhập vai)
- Star Hero (trò chơi nhập vai)
- Star Munchkin (trò chơi nhập vai)
- Star Trek Roleplaying Game (phiên bản Decipher, Inc.)
- Star Wars Trading Card Game
- Terra Primate (trò chơi nhập vai)
- Transhuman Space (trò chơi nhập vai)
- Trias
- Trollbabe (trò chơi nhập vai)
- Universalis (trò chơi nhập vai)
- Wallenstein
- Xactika
- Yu-Gi-Oh! Trading Card Game (phiên bản tiếng Anh)
- Zombies!!! 2: Zombie Corps(e)

## Giải thưởng trò chơi được trao năm 2002
- Spiel des Jahres: Villa Paletti
- Games: DVONN

## Sự kiện lớn liên quan đến trò chơi năm 2002
- Paizo Publishing được thành lập.

## Chết
| Ngày       | Tên         | Tuổi | Chức vụ               |
| ---------- | ----------- | ---- | --------------------- |
| 6 tháng 11 | Sid Sackson | 82   | nhà thiết kế trò chơi |